# ウォルト・ディズニーのサンタクローズ3/クリスマス大決戦!
『ウォルト・ディズニーのサンタクローズ3/クリスマス大決戦!』（- だいけっせん、The Santa Clause 3: The Escape Clause）は2006年のアメリカ合衆国のファンタジー映画。監督はマイケル・レンベック、出演はティム・アレンとマーティン・ショートなど。DVDおよびWOWOW放送時のタイトルは『サンタクローズ3/クリスマス大決戦!』。
ある日突然サンタクロース（Santa Claus）の仕事を引き継ぐ契約「サンタクローズ（Santa Clause）」を結ばされてしまった男を描いたコメディ映画『サンタクローズ』シリーズの第3弾である。前作（2作目）は『サンタクロース・リターンズ! クリスマス危機一髪』。

## 登場人物
スコット・カルヴィン
演 - ティム・アレン、吹替 - 磯部勉
サンタクロース。以前は玩具会社のエリートビジネスマンだった。
キャロル・カルヴィン
演 - エリザベス・ミッチェル、吹替 - 深見梨加
スコットの妻。
チャーリー・カルヴィン
演 - エリック・ロイド、吹替 - 山中真尋
スコットの息子。
ニール・ミラー
演 - ジャッジ・ラインホルド、吹替 - 内田直哉
精神分析医。
ローラ・ミラー
演 - ウェンディ・クルーソン、吹替 - 紗ゆり
スコットの元妻。チャーリーの母。現在はニールの妻。
カーティス
演 - スペンサー・ブレスリン、吹替 - 畠中祐
妖精。
ルーシー・ミラー
演 - リリアナ・マミー、吹替 - 宮本侑芽
ニールとローラの娘。
ジャック・フロスト
演 - マーティン・ショート、吹替 - 小森創介
本作のディズニー・ヴィランズ。サンタクロースの存在を妬み、その地位を奪おうとしている男。
シルヴィア・ニューマン
演 - アン＝マーグレット、吹替 - 天地総子
キャロルの母。
バド・ニューマン
演 - アラン・アーキン、吹替 - 平野稔
キャロルの父。
トリッシュ
演 - アビゲイル・ブレスリン
- その他の声の吹き替え：渡辺美佐／松岡文雄／立木文彦／稲葉実／茶風林／田原アルノ／若山詩音／山下亜矢香／樋渡宏嗣／田島裕也／櫛田泰道／菊地ゆうみ／許綾香／江口秀子／タルタエリ／矢野明日香／設楽麻美／田代有紀／長谷瞳／矢口アサミ／佐藤香織

## ノミネート
| 映画祭・賞             | 部門                             | 候補                                | 結果       |
| ---------------------- | -------------------------------- | ----------------------------------- | ---------- |
| ゴールデンラズベリー賞 | 最低主演男優賞                   | ティム・アレン                      | ノミネート |
| ゴールデンラズベリー賞 | 最低助演男優賞                   | マーティン・ショート                | ノミネート |
| ゴールデンラズベリー賞 | 最低スクリーンカップル賞         | ティム・アレン&マーティン・ショート | ノミネート |
| ゴールデンラズベリー賞 | 最低前日譚・続編賞               |                                     | ノミネート |
| ゴールデンラズベリー賞 | ファミリー映画と宣った最低作品賞 |                                     | ノミネート |

## 作品の評価
Rotten Tomatoesによれば、批評家の一致した見解は「ライザ・ミネリとリベラーチェを足して2つに割って邪悪にしたような人物としてジャック・フロストを演じているマーティン・ショートは歓迎すべき存在だが、この使い尽くされたシリーズは退屈なギャグとばかげたドタバタの詰め合わせに頼り続けている。」であり、66件の評論のうち高評価は17%にあたる11件のみで、平均して10点満点中3.69点を得ている。
Metacriticによれば、17件の評論のうち、高評価は1件、賛否混在は8件、低評価は8件で、平均して100点満点中32点を得ている。